# 200 mètres dos masculin aux Jeux olympiques d'été de 2012
Navigation
Pékin 2008 Rio de Janeiro 2016
L'épreuve de 200 m dos hommes des Jeux olympiques d'été de 2012 aura lieu le 1er et le 2 août au London Aquatics Centre.

## Qualification
Pour participer à cette épreuve, les temps de qualification étaient de 1 min 58 s 48 pour le temps de qualification olympique (TQO) et de 2 min 02 s 63 pour le temps de sélection olympique (TSO) qui devaient être effectués entre le 1er mars 2011 et le 18 juin 2012. Un comité national olympique (CNO) pouvait inscrire 2 nageurs s'ils faisaient le TQO et 1 nageur s'il effectuait le TSO. Les CNO pouvaient inscrire des nageurs indépendamment du temps (1 nageur par sexe sur l'ensemble des épreuves) s'ils n'avaient pas de nageurs qui avaient réussi les temps de qualification nécessaires.

## Records
Avant cette compétition, les records dans cette discipline étaient les suivants :
| Record du monde  | 1 min 51 s 92 | Aaron Peirsol | États-Unis | 31 juillet 2009 | Rome (Italie) | ,     |
| Record olympique | 1 min 53 s 94 | Ryan Lochte   | États-Unis | 15 août 2008    | Pékin (Chine) | [ 4 ] |

## Médaillés
| Or          | Argent       | Bronze      |
| Tyler Clary | Ryōsuke Irie | Ryan Lochte |

## Résultats

### Finale (2 août au soir)
| Classement                          | Ligne | Nageur           | Pays       | Temps         | Notes |
| ----------------------------------- | ----- | ---------------- | ---------- | ------------- | ----- |
| Médaille d'or, Jeux olympiques      | 4     | Tyler Clary      | États-Unis | 1 min 53 s 41 | RO    |
| Médaille d'argent, Jeux olympiques  | 6     | Ryosuke Irie     | Japon      | 1 min 53 s 78 |       |
| Médaille de bronze, Jeux olympiques | 5     | Ryan Lochte      | États-Unis | 1 min 53 s 94 |       |
| 4                                   | 2     | Radosław Kawęcki | Pologne    | 1 min 55 s 59 |       |
| 5                                   | 3     | Zhang Fenglin    | Chine      | 1 min 55 s 59 |       |
| 6                                   | 7     | Kazuki Watanabe  | Japon      | 1 min 57 s 03 |       |
| 7                                   | 8     | Yakov Toumarkin  | Israël     | 1 min 57 s 62 |       |
| 8                                   | 1     | Mitch Larkin     | Australie  | 1 min 58 s 02 |       |

### Demi-finales (1eraoût au soir)

#### Demi-finale 1
| Classement | Ligne | Nageur            | Pays       | Temps         | Notes |
| ---------- | ----- | ----------------- | ---------- | ------------- | ----- |
| 1          | 4     | Ryan Lochte       | États-Unis | 1 min 55 s 40 | Q     |
| 2          | 5     | Ryosuke Irie      | Japon      | 1 min 55 s 68 | Q     |
| 3          | 1     | Radosław Kawęcki  | Pologne    | 1 min 56 s 74 | Q     |
| 4          | 2     | Mitch Larkin      | Australie  | 1 min 56 s 82 | Q     |
| 5          | 6     | Yakov Toumarkin   | Israël     | 1 min 57 s 33 | Q, NR |
| 6          | 3     | Jan-Philip Glania | Allemagne  | 1 min 57 s 43 |       |
| 7          | 8     | Leonardo de Deus  | Brésil     | 1 min 58 s 14 |       |
| 8          | 7     | Yannick Lebherz   | Allemagne  | 1 min 58 s 80 |       |

#### Demi-finale 2
| Classement | Ligne | Nageur          | Pays       | Temps         | Notes |
| ---------- | ----- | --------------- | ---------- | ------------- | ----- |
| 1          | 4     | Tyler Clary     | États-Unis | 1 min 54 s 71 | Q     |
| 2          | 5     | Zhang Fenglin   | Chine      | 1 min 55 s 66 | Q     |
| 3          | 1     | Kazuki Watanabe | Japon      | 1 min 56 s 81 | Q     |
| 4          | 6     | Nick Driebergen | Pays-Bas   | 1 min 57 s 35 |       |
| 5          | 3     | Gabor Balog     | Hongrie    | 1 min 57 s 56 |       |
| 6          | 2     | Peter Bernek    | Hongrie    | 1 min 57 s 71 |       |
| 7          | 7     | Tobias Oriwol   | Canada     | 1 min 58 s 74 |       |
| 8          | 8     | Omar Pinzón     | Colombie   | 1 min 58 s 99 |       |

### Séries (1eraoût le matin)
| Classement | Série | Ligne | Nageur                  | Pays             | Temps         | Notes |
| ---------- | ----- | ----- | ----------------------- | ---------------- | ------------- | ----- |
| 1          | 3     | 4     | Tyler Clary             | États-Unis       | 1 min 56 s 24 | Q     |
| 2          | 5     | 4     | Ryan Lochte             | États-Unis       | 1 min 56 s 36 | Q     |
| 3          | 5     | 3     | Zhang Fenglin           | Chine            | 1 min 56 s 71 | Q     |
| 4          | 4     | 4     | Ryosuke Irie            | Japon            | 1 min 56 s 81 | Q     |
| 5          | 2     | 4     | Gábor Balog             | Hongrie          | 1 min 56 s 98 | Q     |
| 6          | 4     | 5     | Jan-Philip Glania       | Allemagne        | 1 min 57 s 01 | Q     |
| 7          | 3     | 7     | Nick Driebergen         | Pays-Bas         | 1 min 57 s 29 | Q     |
| 8          | 5     | 2     | Yakov Toumarkin         | Israël           | 1 min 57 s 33 | Q, NR |
| 9          | 3     | 5     | Péter Bernek            | Hongrie          | 1 min 57 s 52 | Q     |
| 10         | 4     | 7     | Mitch Larkin            | Australie        | 1 min 57 s 53 | Q     |
| 11         | 3     | 1     | Tobias Oriwol           | Canada           | 1 min 58 s 06 | Q     |
| 12         | 5     | 6     | Yannick Lebherz         | Allemagne        | 1 min 58 s 07 | Q     |
| 13         | 3     | 3     | Kazuki Watanabe         | Japon            | 1 min 58 s 17 | Q     |
| 14         | 5     | 5     | Radosław Kawęcki        | Pologne          | 1 min 58 s 18 | Q     |
| 15         | 4     | 1     | Omar Pinzón             | Colombie         | 1 min 58 s 20 | Q     |
| 16         | 4     | 2     | Leonardo de Deus        | Brésil           | 1 min 58 s 22 | Q     |
| 17         | 3     | 2     | Arkady Vyatchanin       | Russie           | 1 min 58 s 69 |       |
| 18         | 3     | 8     | Marco Loughran          | Grande-Bretagne  | 1 min 58 s 72 |       |
| 19         | 5     | 7     | Sebastiano Ranfagni     | Italie           | 1 min 58 s 76 |       |
| 20         | 2     | 2     | Pedro Oliveira          | Portugal         | 1 min 58 s 83 | NR    |
| 21         | 4     | 8     | Matson Lawson           | Australie        | 1 min 58 s 92 |       |
| 22         | 3     | 6     | Chris Walker-Hebborn    | Grande-Bretagne  | 1 min 59 s 00 |       |
| 23         | 5     | 1     | Anton Anchin            | Russie           | 1 min 59 s 49 |       |
| 24         | 4     | 3     | Benjamin Stasiulis      | France           | 1 min 59 s 52 |       |
| 25         | 2     | 5     | Darren Murray           | Afrique du Sud   | 2 min 00 s 01 |       |
| 26         | 2     | 3     | Aschwin Wildeboer Faber | Espagne          | 2 min 00 s 02 |       |
| 27         | 2     | 7     | Pedro Medel             | Cuba             | 2 min 00 s 05 |       |
| 28         | 5     | 8     | Xu Jiayu                | Chine            | 2 min 00 s 26 |       |
| 29         | 4     | 6     | Gareth Kean             | Nouvelle-Zélande | 2 min 00 s 54 |       |
| 30         | 2     | 8     | Alexandr Tarabrin       | Kazakhstan       | 2 min 01 s 22 |       |
| 31         | 2     | 1     | Park Hyung-Joo          | Corée du Sud     | 2 min 01 s 50 |       |
| 32         | 1     | 5     | Derya Buyukuncu         | Turquie          | 2 min 01 s 68 |       |
| 33         | 2     | 6     | Oleksandr Isakov        | Ukraine          | 2 min 01 s 78 |       |
| 34         | 1     | 4     | Sebastian Stoss         | Autriche         | 2 min 02 s 91 |       |
| 35         | 1     | 3     | Quah Zheng Wen          | Singapour        | 2 min 03 s 45 |       |